# Vaccinium amblyandrum
Vaccinium amblyandrum är en ljungväxtart som beskrevs av Ferdinand von Mueller. Vaccinium amblyandrum ingår i Blåbärssläktet, och familjen ljungväxter.

## Underarter
Arten delas in i följande underarter:
- V. a. maiusculum
- V. a. pungens